# Su Huihuang
Su Huihuang (苏辉煌S, Sū HuīhuángP, trascritto anche Sou Fai Wong; 19 ottobre 1983) è un calciatore macaense, di ruolo difensore.